# Verzorgingsplaats Molenkamp
Verzorgingsplaats Molenkamp is een Nederlandse verzorgingsplaats, gelegen aan de zuidzijde van de A15 Europoort-Bemmel tussen afrit 29 en knooppunt Deil, in de gemeente West Betuwe.
Aan de andere kant van de snelweg ligt verzorgingsplaats Eigenblok.
Richting Bemmel:
Staeldiep · 
Portland · 
Ridderkerk · 
Steenenhoek · 
Veenbult · 
Molenkamp · 
De Mark · 
Overbroek · 
Leigraaf
Richting Maasvlakte:
Varakker ·
Eigenblok ·
Den Bout · 
Alblasserdam